# Unité urbaine d'Épône
L'unité urbaine d'Épône est une unité urbaine française centrée sur les communes d'Épône, Maule et Mézières-sur-Seine dans les Yvelines.

## Données générales
En 2010, selon l'Insee, l'unité urbaine était composée de deux communes.
En 2020, à la suite d'un nouveau zonage, elle est composée de sept communes, cinq communes qui constituaient dans le zonage de 2010, l'unité urbaine de Maule ayant été ajoutées au périmètre.
En 2022, avec 21 350 habitants, elle représente la 3e unité urbaine du département des Yvelines, après l'unité urbaine de Paris et l'unité urbaine de Rambouillet, et occupe le 11e rang dans la région Île-de-France.

## Composition de l'unité urbaine en 2020
Elle est composée des sept communes suivantes :
| Nom                | Code Insee | Département | Statut       | Superficie (km2) | Population (dernière pop. légale) | Densité (hab./km2) | Modifier                                    |
| ------------------ | ---------- | ----------- | ------------ | ---------------- | --------------------------------- | ------------------ | ------------------------------------------- |
| Épône              | 78217      | Yvelines    | ville-centre | 12,77            | 6 778 (2022)                      | 531                | modifier les données · modifier les données |
| Maule              | 78380      | Yvelines    | ville-centre | 17,30            | 6 100 (2022)                      | 353                | modifier les données · modifier les données |
| Mézières-sur-Seine | 78402      | Yvelines    | ville-centre | 10,42            | 3 874 (2022)                      | 372                | modifier les données · modifier les données |
| Aulnay-sur-Mauldre | 78033      | Yvelines    | banlieue     | 2,23             | 1 159 (2022)                      | 520                | modifier les données · modifier les données |
| Bazemont           | 78049      | Yvelines    | banlieue     | 6,59             | 1 712 (2022)                      | 260                | modifier les données · modifier les données |
| La Falaise         | 78230      | Yvelines    | banlieue     | 3,00             | 616 (2022)                        | 205                | modifier les données · modifier les données |
| Nézel              | 78451      | Yvelines    | banlieue     | 1,31             | 1 111 (2022)                      | 848                | modifier les données · modifier les données |

## Évolution démographique
| 1968   | 1975   | 1982   | 1990   | 1999   | 2008   | 2013   | 2019   |
| ------ | ------ | ------ | ------ | ------ | ------ | ------ | ------ |
| 11 301 | 13 645 | 16 119 | 19 015 | 19 805 | 19 987 | 20 137 | 20 548 |

#### Données générales
- Unité urbaine
- Aire d'attraction d'une ville
- Aire urbaine (France)
- Liste des unités urbaines de France

#### Données démographiques en rapport avec l'unité urbaine d'Épône
- Aire d'attraction de Paris
- Arrondissement de Mantes-la-Jolie

#### Données démographiques en rapport avec les Yvelines
- Démographie des Yvelines